# یواس‌اس نایتینگل (اس‌پی-۵۲۳)
یواس‌اس نایتینگل (اس‌پی-۵۲۳) (به انگلیسی: USS Nightingale (SP-523)) یک کشتی بود که طول آن ۴۶ فوت (۱۴ متر) بود.